# 그 꽃잎에 입맞춤을
《그 꽃잎에 입맞춤을》(일본어: その花びらにくちづけを)은 동인 서클 후구리야에서 제작한 백합물 비주얼 노벨의 시리즈이다. 소녀들 간의 동성애를 주제로 삼고 있다. 성인용 애니메이션으로도 제작되어 있다.

## 시리즈
1. 그 꽃잎에 입맞춤을
2. 그 꽃잎에 입맞춤을 - 나의 왕자님
3. 그 꽃잎에 입맞춤을 - 당신과의 연인연결 (애니메이션화되었다)
4. 그 꽃잎에 입맞춤을 - 사랑의 포토그래프
5. 그 꽃잎에 입맞춤을 - 당신을 좋아하는 행복
6. 그 꽃잎에 입맞춤을 - 입술과 키스로 속삭임
7. 그 꽃잎에 입맞춤을 - 달고 탐나는 녹아버리는 입맞춤
8. 그 꽃잎에 입맞춤을 - 천사의 꽃잎에 물들다
9. 하나히라! (전연령판)
10. 그 꽃잎에 입맞춤을 - 달콤하고 녹아버리는 어른의 입맞춤
11. 그 꽃잎에 입맞춤을 - 릴리・플래티넘
12. 그 꽃잎에 입맞춤을 - 미카엘의 소녀들(시리즈 최초로 풀 프라이스 작품. 2012년 11월 30일 유링유링에서 발매)
13. 그 꽃잎에 입맞춤을 - 아틀리에의 연인들(2013년 3월 29일 발매)
14. 그 꽃잎에 입맞춤을 - 천사의 동경(2013년 5월 31일 발매)
15. 그 꽃잎에 입맞춤을 - 천사들의 춘연(2013년 8월 30일 발매)
16. 그 꽃잎에 입맞춤을 - 백설의 기사(2013년 12월 20일 발매)

## 등장인물
오다 나나미 (일본어: 織田 七海)
등장:게임 1편과 6편, 미카엘의 소녀들
성우:후유카 토이로 (게임 1편과 6편), 야사카 나나 (드라마 CD), 타카나시 코노코 (미카엘의 소녀들)
생일:5월 15일 별자리:황소자리 연인:유우나 학년:고등부 1학년
《그 꽃잎에 입맞춤을》과 《그 꽃잎에 입맞춤을 - 입술과 키스의 속삭임》의 주인공. 햇빛을 비추면 빨갛게 되는 곧은 머리카락을 리본으로 양갈래로 묶고 있다. 밝고 활달한 성격에 표정이 풍부하다. 공부도 평범, 외모도 평범, 스타일도 평범한 자칭 '평범의 극치'인 소녀이다. 망상벽이 있고, 생각하는게 얼굴에 그대로 드러나는 타입이며 낯을 가리지 않는다. 좋아하는 것은 섹스이며, 취미는 만화(연애물)를 읽은 것과 까까를 먹는 것이다. 음악은 대부분의 팝 음악을 즐겨 듣는다. 가슴의 크기는 85 B이며 허리가 가늘기는 하지만 더욱 더 엉덩이가 커지면서 자신의 유아체형에 대해 고민하고 있다. 성적은 중간에서 조금 밑이지만, 환경정비위원회에 뽑힌 것과 유우나에게 총애를 받은 것 때문에 주위에서는 그녀를 우등생으로 보고 있다. 상류층이 많은 다른 학생들과는 달리 평범한 일반 가정이다.
순전히 교복이 이쁘다는 이유만으로 8시간씩 공부해서 성 미카엘 여학원의 고등부로 입학한다. 입학식 날, 헤매고 있는 그녀를 도와주는 유우나를 보고 첫눈에 반한다. 그 뒤, 유우나가 위원장으로 있는 환경정비위원회에 위원으로 입후보하여 유우나의 강력한 추천으로 위원회에 소속된다.
위원회가 끝난 어느날, 유우나가 나나미의 체육복을 쥐고 자위를 하고 있는 것을 목격한다. 그 때 밀려 넘어지며 유우나에게 고백을 받고 사귀게 된다. 교내에서 절대적인 인기를 자랑하는 유우나와 사귀는 것을 들키면 다른 학생들이 충격을 받을까봐 유우나와 사귀는 것은 주위에게 비밀로 하고 있다.
일인칭은'わたし'이며 유우나와 단 둘이 있을 때에는 'お姉さま(언니)', 그 외에는'優菜先輩(유우나 선배)'라고 부른다.
마츠바라 유우나 (일본어: 松原 優菜)
등장: 게임 1편, 2편, 3편과 6편, 미카엘의 소녀들
성우:우치노 포치
생일:11월 4일 별자리:전갈자리 연인:나나미 학년:고등부 2학년
학업우수에 어른처럼 침착하고 언제나 미소를 띤 그녀는 우등생의 거울과도 같은 사람이다. 2학년이 되면서 환경정비위원회의 위원장을 맡고 있으며, 친가는 일본 전국에 병원을 경영하는 대대로 의사를 해온 집안으로 미카엘 여학원 전교생들에게 존경받고 있다. 하지만 사실은 낯가림이 심하고 집 안에서만 큰소리치는 성격이며, 샘을 잘내고 경솔하며 독불장군이다. 나나미와 둘이 있을 때에는 금세 밀어 넘어트리는 듯한 스킨쉽을 굉장히 좋아하는 모양이며, 나나미에게는 자주 '에로 소녀'라고 불린다.
스타일은 매우 뛰어나며, 가슴의 크기는 75 G이다. 밤색의 머리카락은 천연 곱슬이다. 요리가 취미로 일본풍을 좋아하는 편. 집은 도시 내에서도 손꼽히는 고급주택으로 학원에서 아주 가까운 거리에 있다. 일본무용을 5년, 발레를 초등학생 때부터 배우고 있다.
입학식 때 나나미에게 첫눈에 반하고, 학원에서 자위를 하고 있는 것을 나나미에게 보이면서 막무가내로 고백해버린다. 나나미와 연인관계인 것은 나나미의 의사에 따라 비밀로 하고 있지만, 유우나 자신은 딱히 들켜도 상관없다고 생각한다. 그저 둘만의 비밀을 가지고 있는 것이 기쁜것 같다.
일인칭은 '私'이며, 나나미에게는 주위에 사람이 있을 때에는'七海さん(나나미씨)'이나 '七海ちゃん(나나미쨩)'으로 부르지만 단 둘이 있을 때에는 '七海(나나미)'라고 허물없이 부르고 있다. 나나미에 관한 것에는 폭주하는 경향이 있지만 단 둘이 있을 때를 제외하고는 절도있게 행동하고 있다. 자신에 관한 것에는 의외로 잘 알지 못하며, 어리숙하고 긍정적이다. 고등부 졸업 후에는 미카엘 여성 전문 대학에 진학하여 나나미와 둘이서 살 예정이다.
키타지마 카에데 (일본어: 北嶋 楓)
등장: 게임 2편, 3편, 4편, 5편과 6편, 미카엘의 소녀들
성우:고교 나즈나
생일:10월 21일 별자리:천칭자리 연인:사라 학년:고등부 2학년
《그 꽃잎에 입맞춤을 - 나의 왕자님》과 《그 꽃잎에 입맞춤을 - 사랑의 포토그래프》의 주인공. 세 갈래로 땋은 머리와 안경을 쓴 수수한 인상으로 반장을 맡고 있으며 성적도 우수한 재녀. 책벌레이기도 하다. 주목 받는 것을 싫어해서 눈에 띄지 않은 모습을 하고 있다. 매년 반장으로 뽑히기 때문에 이름보다 반장으로 부르는 경우가 많다. 키가 크고 스타일도 좋다. 시리즈의 학생 캐릭터 중에서 가장 가슴 사이즈가 크다.80 I
부정적인 사고를 가지고 있어 자신을 수수하고 매력 없는 사람이라고 생각하고 있다. 하지만 안경을 벗고 땋은 머리를 풀면 꽤 예쁜 미소녀이다. 한번 그 모습으로 학교에 등교했을 때에는 화제가 되었으며 팬도 생겼다.
사라는 카에데의 아버지의 동생의 딸로 사촌동생이다. 어릴 때에는 근처에서 살아서, 여동생처럼 귀여워해주었다. 사라의 이사로 잠시 멀어졌다가 사라가 미카엘 여학원에 입학하면서 재회하게 된다. 사라에게 정열적인 고백을 받고 사귀기 시작했지만, 잘 맞지 않아서 고생한적도 있다. 지금은 사람의 시선이 없는 곳에서는 카에데 쪽이 적극적으로 되기도 한다.
일인칭은 '私'이며, 사라에게는'紗良(사라)'라고 부른다.
키타지마 사라 (일본어: 北嶋 紗良)
등장:게임 2편, 4편과 5편, 미카엘의 소녀들
성우: 우리 사츠키
생일:11월 24일 별자리:사수자리 연인:카에데 학년:고등부 1학년
유명잡지의 전속모델이며 동급생들에게는 카리스마적 존재. 어머니는 배우이다. 카에데를 따라서 미카엘 여학원의 고등부로 입학했다. 일 문제로 입학식 다음날부터 등교하는데, 당일 오후에 다른 학생들 앞에서 카에데와 키스한다. 지금은 카에데의 집에서 동거하고 있다.
같은 여자가 봐도 뛰어난 미소녀로, 사람을 따르게 만드는 밝은 웃음을 가지고 있고 사교적인 성격의 인기인이지만, 그 뒤에서는 노력을 게을리하지 않는 노력파이다. 옛날에는 울보에 항상 무언가에 겁을 먹는 아이였지만, 항상 카에데가 그녀를 지켜주는 모습을 보녀 카에데를 좋아하게 된다. 카에데 자신의 자기평가에 대해서 카에데는 매력적이라고 생각하는 왕자로 좋아하고 있다. 현재의 성격으로 변한 것은 카에데와 떨어지고 나서는 자신을 바꾸는 것 이외에 선택의 여지가 없게 되어버린 것과 다음에 카에데를 만났을 때 사랑하기로 했기 때문인것 같다. 모델 일을 시작한 것도 그 일환이다.
갈색의 머리띠를 하고 있다. 가는 몸매에 스타일이 좋지만, 체형을 유지하는 데에 신경을 쓰고 있다. 부장과 자신 둘 밖에 없는 연극부에 소속되어있다.
일인칭은'紗良(사라)'이며, 카에데는'楓ちゃん(카에데쨩)'이라고 부른다.
사와구치 마이(일본어: 沢口 麻衣)
등장:게임 3편, 4편, 5편과 6편, 미카엘의 소녀들
성우:이즈미 아야카
생일:9월 18일 별자리:처녀자리 연인:레오 학년: 고등부 2학년
《그 꽃잎에 입맞춤을 - 당신의 연인으로 연결》과 《그 꽃잎에 입맞춤을 - 당신을 좋아하는 행복》의 주인공. 남 돕기 좋아하는 우등생. 곧은 검은색의 가지런한 단발로, 스타일도 좋다. 성적 상위권으로 운동신경도 좋으며, 학급위원도 아니면서 학급 의견의 결정권을 가지고 있다. 교사와 학생 사이의 평도 좋아 2학년 사이에서는 유우나와 쌍벽의 인기를 누리고 있으며, 고백도 많이 받는 편이다. 좋은 집안 출신이 많은 미카엘 여학원에서 특이하게도 부모 모두 자칭'서민'이다. 어린 남동생과 여동생을 돌보고 있다. 유치원에서 미카엘 여학원으로 다니고 있으며, 어머니도 미카엘 여학원 출신이다.
전학와서 학급에 적응하지 못하는 레오를 보살핀다. 처음에는 레오에게 거부당하면서 미움받고 있는 것이 아닐까 고민했지만, 갑자기 레오에게 고백을 받는다. 학교 공인 커블이 되면서 레오와의 애정을 숨기지 않는다.
일인칭은'わたし'이며 레오는'玲緒(레오)'라고 부른다. 검소한 편이라 낭비하기 좋아하는 레오와 자주 충돌한다.
카와무라 레오 (일본어: 川村 玲緒)
등장: 게임 3편과 5편, 미카엘의 소녀들
성우:안즈 하나
생일:3월 22일 별자리:양자리 연인:마이 학년:고등부 2학년
약한 곱슬에 부드러운 머리카락을 가진 일본인같지 않은 자그마한 소녀. 어린아이같은 말투 때문에 자주 초등학생이라고 오해받는다.신경질적이고 제멋대로이며, 게다가 외로움 잘 타는 어리광쟁이라 어느새 보살피게 만든다. 동급생에게는 마스코트같은 존재로 사랑받는다. 가난한 집에서 태어나 현재에는 고급 맨션에 혼자 살고 있다. 성악 콩쿠르에서 우승했던 어릴 적에 음반으로 데뷔하기도 했다. 걸핏하면 사람을 물어 뜯으며 맹수들도 그 모습을 칭찬할 정도이다. 하지만 단 것에 약하고 과자를 주면 금방 온순해진다. 손재주가 없고 기계치이다.
부모가 이혼(후에 재혼)하면서 2학년 봄에 미카엘 여학원에 전학오게 된다. 처음에는 무엇이든 보살피려 하는 마이를 거부했지만, 언제부터인가 마이에게 연심을 품고 있다는 것을 깨닫는다. 그리고 어느날 싸움을 하고나서 그 기세로 마이에게 고백하게 된다. 사귀기 시작하고 난 뒤에도 상대에게 솔직해지지 못하는 츤데레이다. 방과후에는 마이의 집에 가서 함께 식사와 목욕을 하고 있다.
일인칭은 'ワタシ'이며 마이는'麻衣(마이)'라고 부른다. 시리즈 중에서 초등학생인 루나보다 가슴이 작다.
스미노에 타카코 (일본어: 墨廼江 貴子)
등장:게임 7편과 9편, 미카엘의 소녀들
성우:아즈마 유이
생일:3월 16일 별자리:물고기자리 연인:루나
《그 꽃잎에 입맞춤을 - 달고 탐나는 녹아버리는 입맞춤》과 《그 꽃잎에 입맞춤을 - 달콤하고 녹아버리는 어른의 입맞춤》의 주인공. 미카엘 여학원 초등부 6학년 '달'반의 담임이다. 기운이 넘칠수록 실패하는 덜렁이이며 운동능력은 좋지만 몸이 굼뜨다. 루나에게 말하면 혼낼 것이라는 표정을 지어도, 루나에게는 눌려살고 있다. 운동회에서는 다른 누군가가 꼴등이 되는 것을 원하지 않아서 스스로 꼴등이 되버리는 성격이다. 미카엘 여학원 출신으로 고등부시절 루나의 언니(레나)에게 개인과외를 받았다 개인적으로는 중등부시절부터 레나를 동경했다, 졸업 후엔 미카엘 여학원 부속 전문대학에 진학하지 않고 외부교육대학에 진학해 교사 자격을 얻었다. 집이 가게를 하고 있어 일단 사장의 딸로 되어있다. 스타일이 좋으며 가슴 크기로는 카에데에게 지지 않을 정도이며 96으로 시리즈 내에서는 가장 큰 사이즈이다.
처음으로 담임을 맡은 첫 날, 미카엘 여학원에 전학온 루나에게 갑자기 키스당한다. 계속 달라붙는 루나에게 호감을 느끼게 될 때, 루나의 보호자로 있는 루나의 언니의 전근으로 루나와 동거하게 된다. 그리고 고민하면서도 자신이 가르치는 아이인 루나와 사귀기로 결심한다.
현재는 원 룸 맨션에 루나와 둘이 살고 있다. 일인칭은 '私'이며 루나는 학원에서는'蓬莱泉さん(호라이센씨)'라고 부르며 단 둘이 있을 때에는 '瑠奈(루나)'라고 부른다.
호라이센 루나 (일본어: 蓬莱泉 瑠奈)
등장: 게임 7편과 9편, 미카엘의 소녀들
성우:우에다 코히메
생일:8월 19일 별자리:사자자리 연인:타카코 학년:초등부 6학년
큰 리본으로 양 갈래로 묶은 금발에, 요정같은 외모를 가지고 있다. 고압적인 성격으로 여왕님 기질이 있다. 방약무인한 소악마적인 성격으로 타카코를 휘두르고 있다. 전학오자마자 반을 휘어잡을 정도로 카리스마적인 면도 있지만 나이에 맞게 아이같은 모습도 함께 가지고 있다. 머리도 좋고 운동신경도 좋지만 생활력이 떨어진다. 시럽을 잔뜩 뿌린 핫케이크를 가장 좋아하며, 점 치는 것이 특기. 장래의 꿈은 외과의사이다.'미카엘의 여왕','궁극의 숙녀'라고 불렸던 나이차가 나는 언니가 있다. 언니에게 10년 치 용돈을 받아서 그걸로 이래저래 생활하고 있다. 추운건 싫어하면서 잘 때는 알몸 차림이다.
보호자로 있는 언니가 전근을 나가게 되면서 해외로 나가려 했지만, 초등부 6학년 봄에 언니의 모교인 미카엘 여학원으로 전학오게 된다. 이전부터 언니에게 얘기를 들어왔던 타카코에게 흥미가 있던 루나는 전학 첫 날 동급생들 앞에서 타카코에게 키스한다.
일인칭은'わたし'이며 타카코는 'せんせい(선생님)'이라고 부르고 있다.
키리시마 시즈쿠 (일본어: 霧島 雫)
등장:게임 8편과 10편, 미카엘의 소녀들
성우:미에이
생일:6월 21일 연인:에리스 학년:고등부 3학년
《그 꽃잎에 입맞춤을 - 천사의 꽃잎에 물들다》와 《그 꽃잎에 입맞춤을 - 릴리・플래티넘》의 주인공. 루비색 눈동자에 긴 흑발을 가진 공주와 같은 모습을 한 일본 풍의 미소녀. 성적우수에 스포츠 만능, 선생님의 신뢰도 두터운 우등생. 완벽주의자인 면이 있으며, 손재주가 없고 융통성도 없다. 노력파이지만 노력하는 모습을 남에게 보이는 것은 싫어한다. 아버지가 서예가이고, 어머니가 꽃꽃이 선생인 예술가 집안으로 본인도 서예가 특기이다. 집에 가정부가 있다. 주위에서는 '시즈쿠 아가씨'라고 불린다. 외래어에 약해서 카타카나는 히라가나로 표기하고 있다.
유학온 에리스를 돌보는 역을 맡았을 당시에는 인기인의 자리를 빼앗은 에리스에게 질투에 가까운 감정을 가지고 있었다. 그러나, 사실은 에리스에게 한 눈에 반해버렸다. 에리스에게 고백을 받고 사귀게 되었어도 솔직해지지 못하고 밉살스러운 말을 한것을 후회하고 있다. 자연과 여자아이를 귀찮아하는 에리스를 걱정하고 있다.
전통유희연구회에 소속되어 있지만 에리스가 입부하기 전까지는 1인 부활동이었다.
일인칭은 'わたくし', 에리스는 'エリス(에리스)'라고 부르고 있다.
시토기 에리스 (일본어: 粢 エリス)
등장: 게임 8편과 10편, 미카엘의 소녀
성우:오카와 미오
생일:12월 6일 연인:시즈쿠 학년:고등부 3학년
부드러운 웨이브된 백금색 머리카락을 포니테일로 묶은 헤어스타일에 유리알을 박아넣은 듯한 푸른 눈의 미소녀. 어머니가 북유럽 출신이고 아버지가 일본인인 혼혈이다.가슴 크기는90G에 자유롭고 제멋대로인 성격이지만 여자에게는 친절한 둔감형 캐릭터. 일본 문화를 매우 좋아한다.
일본에 유학오고 나서 처음으로 생긴 친구인 시즈쿠를 좋아하게 되어서 고백한다. 단도직입적으로 사랑을 고백해 시즈쿠는 곤란해하고 있다. 현재는 혼자 살아서 집 안에서는 옷을 벗고 지내고 있다. 학원에는 '릴리・플래티넘'이라고 하는 그녀의 팬클럽이 있다.
일인칭은 'ワタシ', 시즈쿠는 'シズク(시즈쿠)'라고 부르고 있다.
아즈미 리사 (일본어: 安曇 璃紗)
등장: 미카엘의 소녀들, 아틀리에의 연인들
성우:쿠로이 네코
《그 꽃잎에 입맞춤을 - 미카엘의 소녀들》과 《그 꽃잎에 입맞춤을~아틀리에의 연인들~》의 주인공. 성적우수에 성실한 노력파로 1학년 겨울반의 반장을 맡고 있으며 수업을 땡땡이치는 미야를 신경쓰고 있다. 미야를 수업에 참여시키기 위해 설득하지만, 어느새 익숙해져서 항상 말싸움을 벌이고는 한다. 그렇지만 주위에서는 사이가 좋은 것으로 보여져, '미카엘 여학원 베스트 커플'에 미야와 함께 뽑히게 된다.
아야세 미야 (일본어: 綾瀬 美夜)
등장: 미카엘의 소녀들, 아틀리에의 연인들
성우:아키모토 네리네
리사의 반친구. 학원 제일의 천재소녀이지만, 교실에 녹아들지 못하고 언제나 수업을 땡땡이친다. 수업으로 데리고 가기 위해 온 반장인 리사와 자주 말다툼하지만, 타고난 두뇌로 가볍게 상대해준다. 리사 이외의 사람에게는 크게 관심을 가지지 않으며 가능한 친구를 사귀려 하지 않는다.
호라이센 레나 (일본어: 蓬莱泉 麗奈)
등장:미카엘의 소녀들
성우:마나즈루 코우
《그 꽃잎에 입맞춤을 - 미카엘의 소녀들》의 등장인물로 루나의 친언니이다. 쾌활한 미인이며 완전체같은 사람. 학원의 신임교사로 '미카엘 여학원 베스트 커플'의 투표를 계획한다.
하네무라 카오리 (일본어: 羽村 佳織)
등장:하나히라!
성우:키타무라 에리
《하나히라!》의 주인공. 데포르메된 듯한 겉모습과 어려보이는 행동 때문에 그렇게 보이지 않지만 미니드라마 'はなひらにめっ！'에서 고등부 소속으로 판명（구교사는 3학년 전용이므로 세계관이 같다면 3학년), 다른 3명도 같은 나이로 추정된다.
유우키 아마네 (일본어: 結城 あまね)
등장:하나히라!
성우:사카키바라 유이
《하나히라!》의 등장인물
우오즈미 코하루 (일본어: 魚住 小春)
등장:하나히라!
성우:사쿠라기 아미사
《하나히라!》의 등장인물
토도 마코토 (일본어: 藤堂 真琴)
등장: 하나히라!
성우: 우치다 마미
《하나히라!》의 등장인물
아이하라 링고 (일본어: 相原 りんご)
등장: 천사의 동경
성우: 모토노 시오리
조금 실력 이상의 일을 하려는 건강 넘치는 아가씨. 간호학원의 1학년으로, 미카녀 출신. 항상 분발하기에 성적은 항상 상위권을 유지. 간호사 교관이기도 한 치아키와는 가족 모두의 교제로, 어렸을 적부터의 동경이기도 하다. 간호학교입학을 기회로 부모와의 별거를 노려, 치아키의 맨션에서 동거를 시작한다. 아이 취급되면 뾰롱통 해지지만, 어덜트한 상황에는 붉어져 버리는 순정아가씨.
타카오 치하키 (일본어: 高尾 千秋)
등장: 천사의 동경
성우: 이치노세 신코우
완전 무결의 정간호사…… 실은 꽤 응석꾸러기. 성미카엘 종합병원, 소화기 외과 병동 근무의 간호사로, 간호학생의 교관도 겸하고 있다. 링고의 간호학원합격을 기회로 보살펴 주는 사람을 신청하고 있어 자신의 맨션에서 동거를 시작한다. 평상시야말로 완전 무결의 누님(언니)이지만, 집에서는 자신에 관해서는 무관심한, 어느 의미로는 바보인 사람. 링고와의 동거를 계기에 마구마구 응석부리게 되어 버려, 링고의 얼굴을 항상 빨갛게 만들고 있다.
히카와 유우노 (일본어: 米川 優乃)
등장: 천사의 동경
성우: 메리루 유카
억지가 강한 남을 보살펴주기 좋아하는 소녀. 간호 학원 1학년 생으로, 사츠키와 동급생에 기숙사 룸 메이트이기도 하다. 유연하고 여자다운 성격. 상당히 보살펴주기 좋아하는 성격으로, 누구에게나 경어로 말하고 저자세이다. 사츠키의 난처한 성격에 「이 아이는 내가 없으면 안된다니까」라는 비호욕으로 보살펴 주는 포지션.
이시가미 사츠키 (일본어: 石神 皐)
등장: 천사들의 춘연
성우: 안즈 하나
천재이지만 솔직하고 쿨한 '보쿠(僕)' 소녀. 이른바 순수 쿨해서 무엇이든 무서워하지 않는 불가사의아. 1인칭은 "나(僕)"에서 항상 소년 같은 어조로 말했다. 먹는 것에 관심이 없었지만, 동거하는 유우노의 수제 요리에 길들이게 되어, 이후, 주위의 시선도 신경쓰지 않고 스트레이트로 애정 표현을 한다.
시노자키 릿카 (일본어: 篠崎 六夏)
등장: 백설의 기사
성우: 미도리카와 마도카
성 미카엘 여자 학원에 외부 입학해 온 1년생. 입학하자마자, 전국 레벨의 100m 기록을 돌파해버려서 일약 유명 인사가 되어 버린 스포츠 소녀. 게다가 어려운 사람을 내버려 두지 못하는 성격때문에, 완전히 인기인이 되어버렸다. 클래스 부위원장인 위원장인 사유키와 함께 베스트 커플에 선출되어, 그 든든한 인품때문에  「백설의 기사」 라고 불리고 있는 모양. 아무래도 리사와는 무엇인가 관계가 있는 것 같다.
시라카와 사유키 (일본어: 白河 沙雪)
등장: 백설의 기사
성우: 사치 윤
릿카와 같은 동급생에 클래스메이트. 재색 겸비, 문무 양도로 환경 정비 위원회에 선출된 재원(才媛). 중등부 시절부터 그 명성은 굉장해, OG(졸업생)인 호라이센 레나 이후 「궁극의 숙녀」라는 소문도 많다. 본가는 할아버지가 성을 소유하고 있다는 소문도 있는 무사의 후예로, 그 이름에서 「백설 공주」라는 별명이 있다. 릿카와 리사의 스캔들(?)을 계기로, 더욱더 그 사건의 가운데에 있는 사람이 되고 만다.

## 미디어

### 비주얼 노벨
그 꽃잎에 입맞춤을 (その花びらにくちづけを):
Hanabira 1 – 유우나 x 나나미
시리즈의 첫 작품으로 신입생인 오다 나나미를 따라서 게임이 전개된다. 첫 번째 날에 나나미는 상급생이 그녀를 구조하게 되는 상황에 처하게 된다. 마츠바라 유우나를 만나고 난 뒤부터 나나미는 그녀에 대한 생각을 떨칠 수 없게 되었고, 이후 위원회에 들어가기로 결정한다. 하지만 어느 날…, 나나미는 유우나가 나나미 자신의 이름을 부르면서 뭔가 매우 수상한 행동을 하고 있는 것을 목격한다.
그 꽃잎에 입맞춤을 - 나의 왕자님 (その花びらにくちづけを - わたしの王子さま):
Hanabira 2 – 사라 x 카에데
키타지마 카에데, 사람을 대하는 것이 서투른 우리 학급의 반장입니다.
학교에서 사촌인 사라에게 달려가서 갑작스럽게 그녀와 정열적인 키스를 하고 있는 저 자신을 발견했어요!
몇년 동안 보지 못한 사이에 그녀는 귀엽고 활동적인 패션 모델로 자랐어요. 심지어 패션 잡지에서도 그녀를 알아보고, 저희 학교의 많은 사람들이 그녀를 따르고 있습니다. 그녀와 비교하면 전 정말 초라해 보이죠.
그런 사라이지만……"카에데쨩♪"라고 하면서 남의 시선도 신경쓰지 않고 달라붙다니!?
주목 받는 것이 싫어서, 무심코 사라에게 차갑게 대하고는 합니다.
그러자 사라는 갑자기 저를 밀어넘어뜨리면서 제게 속삭입니다.
"사라는 카에데쨩의 모든것을 갖고 싶어."
그런 즐거움과 다시없는 기쁨과 부끄러움…. 아아……전 도대체 어떻게 되는 걸까요♪
그 꽃잎에 입맞춤을 - 당신의 연인으로 연결 (その花びらにくちづけを - あなたと恋人つなぎ):
Hanabira 3 – 마이 x 레오
제 이름은 사와구치 마이. 항상 제 동급생인 카와무라 레오와 깊은 관계를 맺고 있습니다.
레오는 짧고 부드러운 머릿결을 가지고 있어요…. 간단히 말해서 그녀는 너무 귀엽습니다. 하지만 때때로 그녀는 굉장히 완고합니다.
전 반의 아이들 모두와 잘 지내려 노력하지만 우리들은 서로 완고해서 항상 다툼으로 끝나게 됩니다. 특히 제가 주변에 없으면 그녀는 아무것도 하지 못해서 더욱 불만스럽습니다.
하지만 레오와 대화를 나누려 하면, 그녀는 제가 자기를 귀찮게 하는 것처럼 행동합니다. 전 그녀가 저를 싫어하는지 궁금합니다….
하지만 제가 레오 때문에 완전히 풀죽었을 때 그녀가 제게 와서 말했습니다.
"완전히 반대야! 좋아하는 걸! 마이, 사랑해! 사랑한다구!"
그녀의 고백은 절 깜짝 놀라게 해주었습니다. 저도 레오와 사랑에 빠진걸까요!?
그 꽃잎에 입맞춤을 - 사랑의 포토그래프 (その花びらにくちづけを - 愛しさのフォトグラフ):
Hanabira 4 – 사라 x 카에데
"카에데쨩, 사라를 잔~뜩 이뻐해줘야돼♪"
완전 끈적이는 연애행각이 버릇이 되어버린, 연인 사라와 함께인 러브러브 동거생활.
오늘도 완전히 녹아버릴 듯한 입맞춤으로, 그녀를 잔뜩 귀여워 해주세요♪
그 꽃잎에 입맞춤을 - 당신을 좋아하는 행복 (その花びらにくちづけを - あなたを好きな幸せ):
Hanabira 5 – 마이 x 레오
"마이랑……데이트하고 싶어."
솔직하지 못한 애인 레오와의 첫 데이트!?
오늘도 빈둥빈둥&러브러브로 가득하게, 그녀를 사랑하게 해주세요♪
그 꽃잎에 입맞춤을 - 입술과 키스로 속삭임 (その花びらにくちづけを - 唇とキスで呟いて):
Hanabira 6 – 유우나 x 나나미
학교의 유명인인 유우나와 나나미의 연애는 비밀로 남아있다. 하지만 그들의 진짜 감정을 모두로부터 숨기는데 문제가 생기는데?
그 꽃잎에 입맞춤을 - 달고 탐나는 녹아버리는 입맞춤 (その花びらにくちづけを - あまくてほしくてとろけるちゅう):
Hanabira 7 – 루나 x 타카코
"잘 들으세요. 지금부터 스미노에 타카코는 제 겁니다♪"
이런 방약무인한 여왕님 루나와의 연인생활은 너무나 달콤하고 자극적!?
달고 탐나는 녹아버리는 입맞춤에서 오늘도 잔뜩 끈적이는 사랑하세요♪
그 꽃잎에 입맞춤을 - 천사의 꽃잎에 물들다 (その花びらにくちづけを - 天使の花びら染め):
Hanabira 8 – 에리스 x 시즈쿠
"차,차,차,착각하지마세요！　저,저,전 당신에게 아무런 감정도 없어요!（생략)"
이런 츤데레 요조숙녀 시즈쿠와 솔직하고 쿨한 금발유학생 에리스가 엮이면서 펼쳐지는 백합 커플의 끈적끈적＆러브러브 백합 러브 코미디를 부디 즐겁게 봐 주시길♪
그 꽃잎에 입맞춤을 - 달콤하고 녹아버리는 어른의 입맞춤 (その花びらにくちづけを - あまくておとなのとろけるちゅう):
Hanabira 9 – 타카코 x 루나
"선생님, 저 데이트하고싶어요♪"
상대를 가리지 않고 막나가는 여왕님, 루나와의 첫 데이트의 준비에 분주한 타카코!?
달콤하고 녹아버리는 어른의 입맞춤에서 오늘도 잔뜩 끈적이는 사랑하세요♪
그 꽃잎에 입맞춤을 - 릴리・플래티넘 (その花びらにくちづけを - リリ・プラチナム):
Hanabira 10 – 에리스 x 시즈쿠
일본 옷과 기모노가 어울리는 요조숙녀 '시즈쿠'와 백금발의 유학생 '에리스의 최상급생 커플, 대망의 재등장입니다♪
전작 《천사의 꽃잎에 물들다》의 이야기에서 완전히 학원 공인 커플이 된 두사람.
달콤하고 끈적이는 사랑의 매일을 보내고 있는 생김새도 성격도 정반대인 두 사람.
특히 에리스의 솔직한 애정표현에 오늘도 시즈쿠는 붙잡혀 산다!?
"자, 잠깐 에리스, 아아, 거긴 안돼, 안된,다구……"
이런 츤데레 요조숙녀 시즈쿠와 솔직하고 쿨한 금발유학생 에리스가 엮이면서 펼쳐지는 백합 커플의 끈적끈적＆러브러브 백합 러브 코미디를 부디 즐겁게 봐 주시길♪
그 꽃잎에 입맞춤을 - 미카엘의 소녀들 (その花びらにくちづけを - ミカエルの乙女たち):
Yurin Yurin – 리사 x 미야
성 미카엘 여학원 1학년 겨울반의 반장, 아즈미 리사는 오늘도 반의 문제아 아야세 미야와 말싸움을 벌였다.
성실하고 고집센 리사와 무리짓는 것을 싫어하는 미야는 사이가 나빠서, 항상 서로 화내기 직전까지 말싸움을 벌이는 경우가 많았다.
그 때, 계절이 크리스마스에 접어들면서 교내는 들뜨는 분위기. 커플과 갑자기 생긴 커플들이 애정행각 중, 학생들의 유지에 의한 「미카엘 여학원 베스트 커플」의 투표로 끓어오르는 교내.
연인이 없는 리사는 남의 일처럼 생각하고 있지만…… 어째 미야와 커플로 뽑혀버렸다!?
물론 연인관계를 부정하는 리사였지만 추천한 반친구들은 「항상 즐겁고 행복해보여」라며 양갓집 규수다운 유연한 사고로 웃고 있을 뿐.
어쩔 수 없이 '형식적으로' 받아들인 두사람이었지만, 이 뒤의 크리스마스와 발렌타인데이 즈음에도 다른 4커플들과 함께 각종 이벤트의 위원으로서 맨 앞에 서지 않으면 안되었다.
게다가…… 그 4커플들이 실질적인 학생회인
「환경정비위원회」의 위원장인 마츠바라 유우나와 그 후배 오다 나나미.
잘 나가는 학생 모델인 키타지마 사라와 그 사촌 키타지마 카에데.
문화제의 가희, 카와무라 레오와 그녀의 연인 사와구치 마이.
게다가 「릴리・플래티넘」이라고 불리는 팬클럽을 가진 유학생 에리스와 교내 최고의 달필로 유명한 키리시마 시즈쿠……라는 교내에서도 굴지의 엄청난 커플들 뿐.
이 앞의 이벤트를 잘 헤쳐나갈 수 있을까?
그리고 크리스마스와 발렌타인데이라고 하는 연인 이벤트를 미야와 함께 보낼 수 있을까?
하나히라! (はなひらっ！):
이 게임은 성 미카엘 여학원에 다니는 네 명의 소녀들이 학교에서 펼치는 귀엽고 두근두근한 백합 사랑이야기이다. 이야기는 로맨틱한 사랑 이야기와 네 소녀들의 학교, 쇼핑과 같은 일상 이야기를 그리고 있다. 마지막으로 다 함께 모여 파자마 파티를 한다.

### 동인지(소설)
RUMINOCITY와 후구리야에서 발행한 소설 시리즈. 사노 신이치로와 JUN이 집필하고 페코가 일러스트를 그렸다.
| 제목                                                                                           | 커플링          |
| ---------------------------------------------------------------------------------------------- | --------------- |
| 그 꽃잎에 입맞춤을 - 두사람의 크리스마스 (その花びらにくちづけを 二人のクリスマス)             | 나나미 x 유우나 |
| 그 꽃잎에 입맞춤을 - 두사람의 바캉스 (その花びらにくちづけを 二人のバカンス)                   | 카에데 x 사라   |
| 그 꽃잎에 입맞춤을 - 두사람의 뜨거운 여름 (その花びらにくちづけを 二人の熱い夏)                | 마이 x 레오     |
| 그 꽃잎에 입맞춤을 - 두사람의 발렌타인 (その花びらにくちづけを 二人のバレンタイン)             | 나나미 x 유우나 |
| 그 꽃잎에 입맞춤을 - 커튼 콜은 끝나지 않아 (その花びらにくちづけを カーテンコールは終わらない) | 카에데 x 사라   |
| 그 꽃잎에 입맞춤을 - 사랑의 키스를 다시 한 번 (その花びらにくちづけを 愛のキスをもういちど)    | 마이 x 레오     |
| 그 꽃잎에 입맞춤을 번외총집편 (その花びらにくちづけを 番外総集編)                              | 나나미 x 유우나 |
| 그 꽃잎에 입맞춤을 - 남쪽 섬에서의 마성의 키스! (その花びらにくちづけを 南の島であまとろちゅ!) | 타카코 x 루나   |
| 그 꽃잎에 입맞춤을 - 발렌타인 랩소디 (その花びらにくちづけを バレンタイン狂騒曲)               | 에리스 x 시즈쿠 |
| 그 꽃잎에 입맞춤을 - 여름 꽉 잡기! (その花びらにくちづけを 夏をぎゅっとね!)                    | 마이 x 레오     |
| 그 꽃잎에 입맞춤을 - 두사람의 골테이프 (その花びらにくちづけを 二人のゴールテープ)             | 타카코 x 루나   |
| 그 꽃잎에 입맞춤을 - 온기에 싸여 (その花びらにくちづけを ぬくもりに包まれて)                   | 에리스 x 시즈쿠 |
| 그 꽃잎에 입맞춤을 번외총집편2 (その花びらにくちづけを 番外総集編2)                            | 카에데 x 사라   |
| 그 꽃잎에 입맞춤을 - 스프링 스플래쉬 (その花びらにくちづけを スプリング・スプラッシュ)         | 리사 x 미야     |

### 드라마 CD
2007년 12월 22일에 처음의 게임 여섯 편의 이야기를 담고 있는 세 편의 드라마 CD가 발매되었다. 2010년 11월 27일 네번째 드라마 CD가 공개되었다.

### OVA
《그 꽃잎에 입맞춤을 - 당신의 연인으로 연결》(その花びらにくちづけを: あなたと恋人つなぎ)이 2010년 7월 30일에 발매되었다. 시리즈 중 3편을 애니메이션화하였다.
- 감독 및 연출 - 마사유키 사코이
- 각본 - 난푸
- 캐릭터 원안 - 페코
- 캐릭터 디자인 및 원화 - 사카이 큐타
- 작곡 및 편곡 - Cyclomusic
- 제작 - ChuChu